# Povestirile lui Hoffmann (film din 1970)
Povestirile lui Hoffmann (titlul original: în germană Hoffmanns Erzählungen) este un film de operă est-german (înregistrare de studio la DEFA), realizat în 1970 de regizorul Walter Felsenstein, după opera omonimă a lui Jacques Offenbach, protagoniști fiind actorii Hanns Nocker, Melitta Muszely, Rudolf Asmus și Werner Enders. 

## Rezumat
Deoarece aceasta este o punere în scenă a unei opere, vedeți:

## Distribuție
- Hanns Nocker – Hoffmann (tenor)
- Melitta Muszely – Stella, Olympia, Antonia, Giulietta (soprană)
- Rudolf Asmus – Lindorf, Coppelius, Doktor Mirakel, Kapitän Dapertutto (bas-bariton)
- Werner Enders – Andreas, Cochenille, Franz, Pitichinaccio (tenor)
- Vladimír Bauer – Spalanzani (bariton)
- Alfred Wroblewski – Crespel (bas)
- Horst-Dieter Kaschel – Schlemihl (bariton)
- Sylvia Kuziemski – Niklaus/Muza (mezzo-soprană)
- Uwe Kreyssig – Nathanael (bariton)
- Heinz Kögel – Lutter (bas)
- Helmut Sommerfeld – Herrmann (bariton)
- Erik Nissen – Wilhelm (tenor)

## Producție
Adaptarea lui Walter Felsenstein se bazează pe libretul creat de Jules Barbier și Michel Carré. Punerea în scenă a avut premiera pe 25 ianuarie 1958 la Komische Oper Berlin și fusese prezentată pe scena acesteia în 175 de reprezentații până la sfârșitul filmărilor.
Opera a fost transpusă pe film color în studiourile DEFA pentru lungmetraje din Potsdam-Babelsberg. Filmul a fost prezentat în cinematografele Germaniei de est pentru prima dată pe 11 decembrie 1970 într-o avanpremieră celebrativă la Kino International din Berlin.
În România filmul a fost prezentat pentru prima oară în cadrul „Zilelor filmului din R.D. Germană“ în data de 6 octombrie 1971, la cinematograful Capitol din București, iar din 18 octombrie a rulat în sălile de cinematograf.